# Huracán Juan
El huracán Juan fue un ciclón tropical significativo que dañó fuertemente a Canadá a finales de septiembre de 2003. Fue la décima tormenta que obtuvo un nombre y el sexto huracán de la temporada de huracanes del Atlántico de 2003. Juan se formó al sureste de Bermudas el 24 de septiembre desde una ola tropical que se había arrastrado atravesando el Atlántico subtropical. Siguió hacia el norte y se fortaleció sobre las aguas tibias de la Corriente de Golfo, y alcanzó la huracán ategoría 2 en la escala de huracán de Saffir-Simpson el 27 de septiembre. El huracán llegó a su máxima intensidad con los vientos constantes en 105 mph (165 km/h) ese mismo día, pero perdió algo de fuerza cuando corría sobre las aguas más frescas acerca de la costa de Nueva Escocia. Juan tocó tierra entre la Shad Bay y Prospect en el municipio regional de Halifax el 29 de septiembre como huracán categoría 2 con vientos de 100 mph (160 km/h). Juan mantuvo la fuerza de un huracán mientras atravesaba Nueva Escocia del sur al norte, aunque experimentó un debilitamiento al encontrarse con una tormenta tropical sobre la Isla del Príncipe Eduardo. Se absorbió por otro ciclón extratropical más tarde en ese día del 29 de septiembre de 2003, cerca de la Isla Anticostien el norte del Golfo de San Lorenzo.
El huracán causó mucho daño en toda la Nueva Escocia central y en la Isla del Príncipe Eduardo; menos en el este y el oeste del centro de tormenta. La mayoría del daño tuvo lugar a raíz de los vientos intensos que sacudió la región. El paso de Juan produjo ocho muertos y más de $300 millones de CA ($200 millones en EE. UU.) por el daño causado. Se le describe como la peor tormenta que chocó Halifax desde 1893.

## Historia meteorológica

### Orígenes

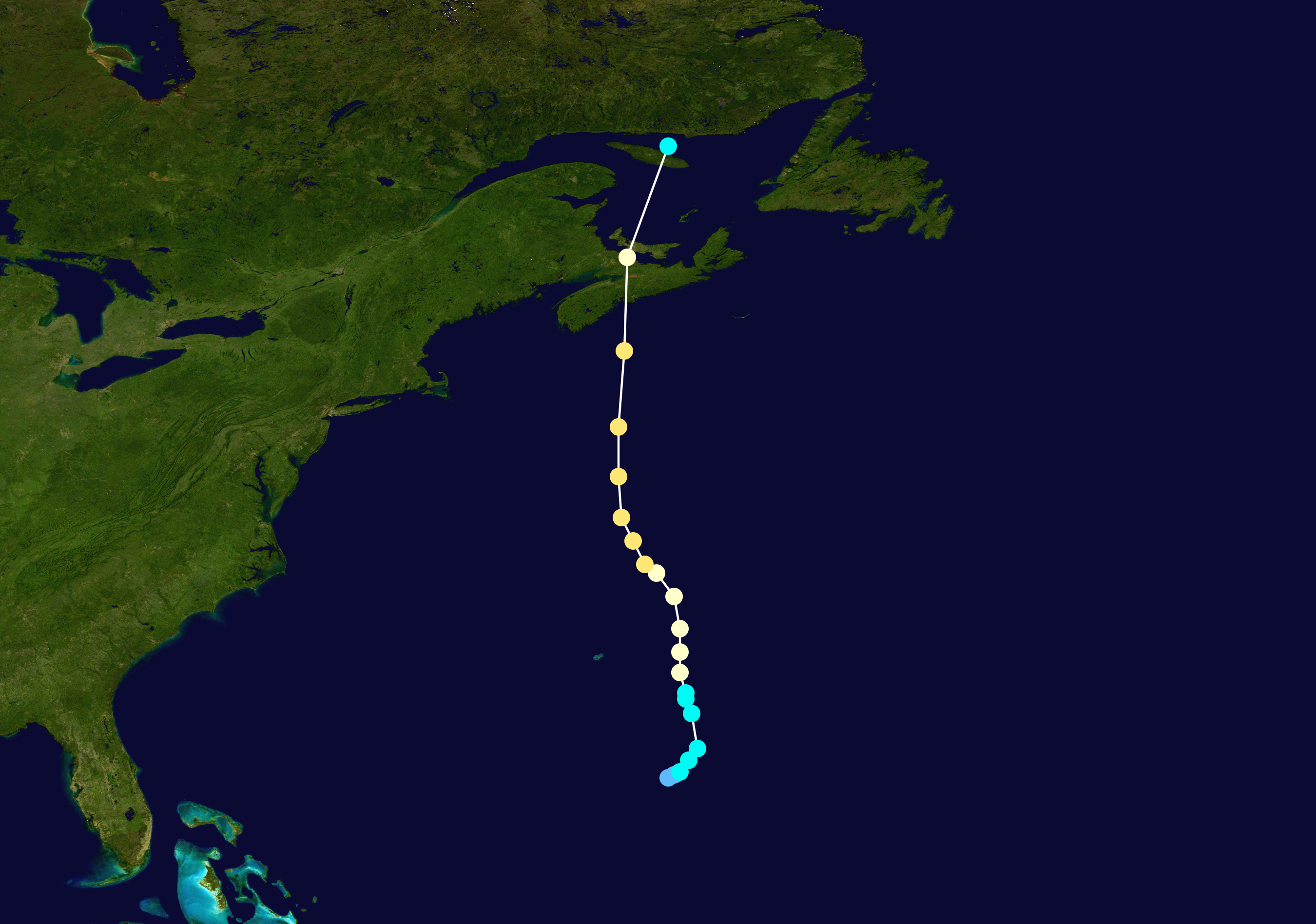
Mapa que traza la trayectoria y la intensidad de la tormenta, de acuerdo con la escala de huracanes de Saffir-Simpson

Una ola tropical enorme junto a un área ancha de presión baja se movió hacia la costa de África el 14 de septiembre de 2003. Inicialmente seguía hacia el oeste y se quedó desorganizada debido a la cizalladura de viento de nivel alto desfavorecedora. El 20 de septiembre, la convección alrededor del sistema aumentó mucho durante la interacción con la circulación de un ciclón grande de nivel superior, aunque las condiciones desfavorables causaron a que la actividad se quedara desorganizada. El sistema en su totalidad se movió hacia el noroeste alrededor del ciclón de nivel superior y creó una circulación de nivel medio. Interactuó con una zona frontal, y se hizo más organizado el 23 de septiembre cuando se encontraba a 450 mi (725 km) al sur de Bermudas. Más tarde ese día, una circulación de nivel bajo se formó dentro del sistema, aunque su implicación en la zona frontal próxima la impidió de ser clasificado como una depresión tropical. La convección profunda aumentó cerca del centro el 24 de septiembre, y el sistema se desarrolló con rapidez las características de rayas (turbonadas) y el flujo de salida distinguido. Basado en el aumento en la organización, el Centro Nacional de Huracanes lo clasificó como Depresión Tropical Quince más tarde ese día mientras se situaba aproximadamente a 345 millas (555 km) al sureste de Bermudas. Funcionalmente, la agencia no inició avisos de tormenta hasta pasar 27 horas desde que se determinara su formación por el análisis de la temporada post-huracán.

### Fortalecimiento
Al principio la depresión poseía una combinación de características tropicales y subtropicales: se vinculaba a una zona frontal cercana, aunque la organización de la convección y un núcleo cálido dentro del mismo sistema resultaba en su clasificación como un ciclón tropical. Los meteorólogos habían pronosticado que la depresión sólo se fortalecería paulatinamente para alcanzar una intensidad cumbre de 65 mph (105 km/h). Sin embargo, la depresión se organizaba sistemáticamente y se había fortalecido en la Tormenta Tropical Juan hacia el principio del 25 de septiembre. Juan se desplazó hacia el noroeste a alrededor de 10 mph (16 km/h) en respuesta a una colina subtropical en desarrollo al este. El 26 de septiembre, se desarrolló la parte del ojo, y una convección muy profunda aumentaba alrededor de la circulación. El patrón de las nubes se consolidaba, y Juan logró un estado de huracán a lo largo del día, mientras se situaba a 165 mi (270 km) al sureste de Bermudas. El huracán se movió a un área de aguas tibias y cizalladura ligera, lo cual permitió el refuerzo adicional; hacia el 27 de septiembre, Juan consiguió una intensidad de cumbre de unos 105 mph (165 km/h) mientras se situaba a 635 mi (1,020 km) al sur de Halifax, Nueva Escocia. Llegado a esta máxima potencia, el ojo del huracán era distinguido e incrustrado dentro de un nublado central denso bien definido y redondo.

### Debilitamiento

Juan en el aterraje

El huracán Juan permaneció en la intensidad máxima durante más de 24 horas. Después de desplazarse hacia el noroeste durante un período temporal extendido, se giró y se aceleró hacia el norte. El ojo se hizo menos visible el 28 de septiembre, y el huracán se debilitó ligeramente. Debido a su rápido movimiento de avance, Juan tuvo poco tiempo para flaquear sobre las aguas significativamente más frías antes de tocar tierra entre Shad Bay y Prospect (cerca de Halifax) el 29 de septiembre con vientos de 100 mph (160 km/h). Se debilitó deprisa mientras se movía rápidamente a través del sur de las Provincias marítimas de Canadá y cruzando la Península de Nueva Escocia en forma de huracán. Juan se había disminuido en una tormenta tropical mientras pasaba sobre la Isla del Príncipe Eduardo a principios del 29 de septiembre. Por la tarde ese día, la tormenta fue absorbida por un ciclón extratropical grande sobre el noroeste del Golfo de San Lorenzo.

## Preparaciones

### Nueva Escocia
Los primeros avisos fueron emitidos por el Centro de Huracán Canadiense el 26 de septiembre, aunque en aquel momento propusieron en general la posibilidad de que existía viento y lluvia atravesando las Provincias atlánticas de Canadá. Cuando Juan se acercó el 27 de septiembre, las emisiones de alerta en los medios de comunicación locales en las Provincias atlánticas de Canadá se cambiaron como correspondían. El público y los administradores de desastres en el área del aterrizaje previsto fueron avisados a prepararse para un desastre potencial, después de que los boletines de CHC indicaran la posibilidad de daño significativo del viento e inundaciones tanto de la lluvia pesada como las marejadas ciclónicas, además de los cortes de electricidad.
Por la mañana del 28 de septiembre, según los informes, Juan iba a tocar tierra o como una tormenta tropical o como un huracán marginal de Categoría 1. Los pronósticos de tiempo hasta entonces indicaron cada vez que la tormenta se debilitaría antes de tocar tierra. Hacia las 6 de la tarde ADT (2100 UTC), los avisos adicionales se emitieron desde que Juan había sido previsto a llegar a la tierra como un huracán fuerte de Categoría 1 o uno débil de Categoría 2. La mayoría de los negocios en las áreas que había sido afectado se cerraban los domingos, es decir que no podían prepararse en el último minuto. A pesar de que no hubiera ninguna evacuación a gran escala, sí que hubo evacuaciones locales para las áreas bajas el 28 de septiembre por la tarde. En total varios cientos de personas se vieron afectadas por estas evacuaciones. Los trabajadores de utilidad también estuvieron a la espera antes de que llegara la tormenta, mientras se preparaban para los cortes de electricidad a gran escala.

## Impacto

### Canadá

#### Nueva Escocia

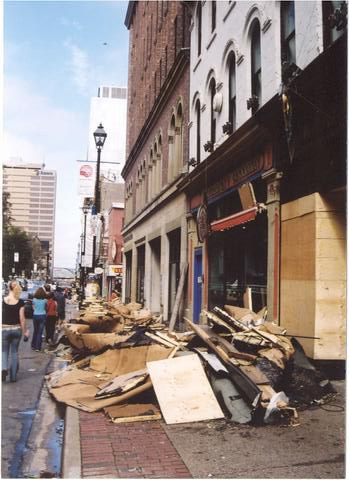
Escombros en las calles de Halifax después del paso del huracán

La máxima velocidad sostenida del viento del huracán Juan al tomar tierra en Nueva Escocia llegaba a 100 mph (160 km/h). La concentración urbana que rodeaba el Puerto de Halifax (Halifax Harbour) sostenía el peso de los vientos más altamente sostenidos y de las ráfagas de viento más fuertes durante la tormenta; algunas estimaciones no oficiales han colocado ráfagas tan altas como a 145 mph (230 km/h). Las boyas meteorológicas de las olas a la entrada del puerto Halifax rompieron las amarras después de los constantes registros de las olas que excedían de los 65 pies (20 m). Una erosión significativa tuvo lugar en las costas más pobladas del puerto, especialmente en la cuenca de Bedford (Bedford Basin) donde la zona residencial y los ferrocarriles recibieron la mayoría del movimiento ondulatorio. Las marejadas de 5 a 7 pies (1,5 a 2 m) fueron comunicadas en el puerto; era la marejada más alta que hubiera sido registrada en el puerto de Halifax. Había relativamente poca lluvia debido al rápido movimiento y la atmósfera seca al lado sureño de la tormenta. No se encontraban con informes que indicaban precipitaciones mayores que 2 pulgadas (52 mm).
Juan causó daños estructurales extendidos y de vegetación en toda la región, particularmente dentro y alrededor del Municipio Regional de Halifax. Se informó de un daño importante a árboles, lo que bloqueba muchas calles y tiró las líneas de energía para abajo. Muchas casas y negocios sufrieron daños en su propiedad, de los que destacaban los daños en los techos y algunos las estructuras más débiles se derrumbaron. HRM estimó que el 31% de las casas residenciales padecieron cierto grado de daño y el 27% de las casas tuvieron bastante daño para tener derecho a una reclamación de seguro. En el centro de Halifax, las piedras de control de la erosión del tamaño de unas latas de basura fueron tiradas desde el puerto de Halifax hacia los paseos marítimos, aparcamientos y embarcaderos. El Hospital Victoria General sufrió daños en el techo y el agua, y durante la tormenta se evacuaron a todos, tal como varios apartamentos altos y otras residencias multi-familiares. Las carteleras y las señales también fueron destruidas, y las docenas de vehículos fueron aplastadas por los árboles y otros escombros. Los puntos más valiosos de la ciudad, el Parque Point Pleasant y los Jardines Públicos sufrieron una pérdida masiva de árboles y se quedaron cerrados durante meses.
Juan logró un récord histórico de la velocidad máxima de las ráfagas de viento en el Aeropuerto Internacional de Halifax Stanfield. En el auge de la tormenta, una ráfaga alcanzó 143 km/h, un récord que sigue en pie hasta hoy. Otra velocidad de viento alta tuvo lugar en la autoestación en la Isla McNabs, marcando un viento de 151 km/h sostenido durante dos minutos, con ráfagas hasta 176 km/h. Las ráfagas con la fuerza de un huracán se extendieron tan lejano al oriente como Beaver Island (Isla de San Rafael), Nueva Escocia, donde las ráfagas alcanzaron la velocidad de 132 km/h. El huracán era lo suficientemente fuerte como para destruir los anemómetros en Shannon Hill, Chebucto Head y Sambro Island, aunque el instrumento de Sambro Island había sobrevivido una tormenta de 193 km/h unos años antes.
En la entrada del puerto, en Sambro Island, un edificio histórico junto al faro más antiguo en Norteamérica salió fuertemente perjudicado y seguía sin repararse en 2007. El huracán causó daño severo a los embarques en el Puerto de Halifax. Una goleta recreacional visitante llamado Larinda se sumergió en el muelle al lado del Museo Marítimo del Atlántico, y un queche de recorrer puertos, Mar, fue movido a la tierra en Eastern Passage (Nueva Escocia) al lado opuesto del Puerto de Halifax. Otro barco de recorrer puertos, la goleta Silva, se salió de sus amarras y causó un gran deterioro de Cable Wharf en Halifax Waterfront. Docenas de yates más pequeños también se arrastraron por la costa; un daño extendido tuvo lugar a los clubs de yates en la Bedford Basin (cuenca) y Northwest Arm. Decenas de contenedores de buques portacontenedores se cayeron en el South End Container Terminal. Los muelles en los puertos de Halifax y Darmouth sufrieron gran daños y muchas autovías se arrastraron hacia el puerto de Dartmouth; uno de las vías para la línea principal fue arrastrado en varios puntos a lo largo de la Cuenca de Bedford cerca de Millview. La inundación costera también ha sido comunicada alrededor del puerto de Halifax como resultado de la tormenta, aunque era menor la inundación interior porque la lluvia no era grave con el movimiento rápido de Juan.
Daños de propiedad menos severos habían sido registrados al oeste del trayecto de la tormenta hacia el St. Margarets Bay y el Mahone B. Además del núcleo urbano de la Municipalidad Regional de Halifax, tanto el pueblo Truro y todo lo rural del Condado de Colchester como la parte occidental del Condado de Pictou experimentaron daños de propiedad y apagones debido a los árboles caídos; numerosas granjas y otros edificios agriculturales que estuvieran al este del camino de la tormenta fueron deteriorados, lo que incluye una réplica del Héctor en el Puerto de Pictou. La gravedad de los daños de propiedad en las áreas metropolitanas de Halifax y Dartmouth de la Municipalidad Regional de Halifax en un principio hicieron que algunos pronosticadores creyeran que Juan debía ser un huracán de la Categoría 3. Sin embargo, los informes de los vientos sostenidos no se justificaron esta propuesta. Muchos de los árboles de hoja caduca en la Nueva Escocia central todavía tenían hojas, lo que aumentó los efectos de los daños producidos por el viento. En general, el número de árboles afectados se estima estar en los millones.
Juan cogió seis vidas (dos directamente) en Nueva Escocia. Ambas muertes directas se debieron a los árboles caídos; uno era un paramédico de Halifax y el otro un motorista en Enfield. Tres de las cuatro muertes indirectas ocurrieron como resultado de un incendio en la casa por las velas que debían de haber puesto por el apagón, y la cuarta fue causada después de la tormenta durante la labor humanitaria.

#### Resto Provincias atlánticas de Canadá

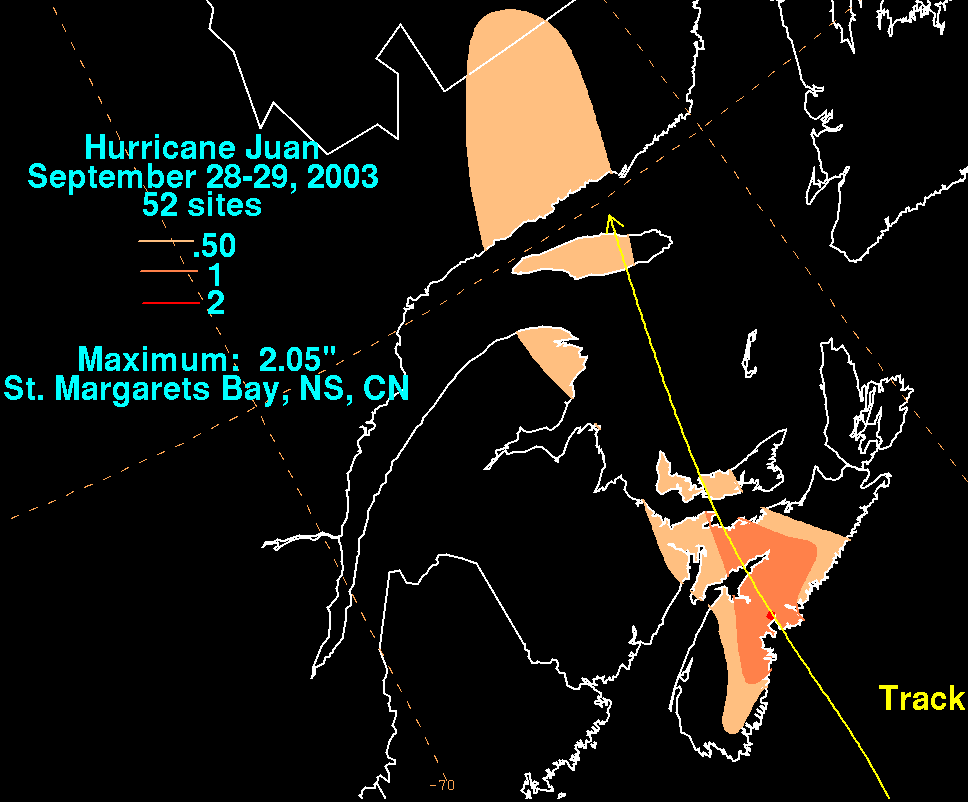
Las precipitaciones del Huracán Juan

Cuando la tormenta siguió por Nueva Escocia y hacia el Estrecho de Northumberland, todavía era un huracán de la Categoría 1, debilitándose a una tormenta tropical al emerger en el Golfo de San Lorenzo. Ráfagas de viento de 86 mph (139 km/h) fueron registrados en Charlottetown y 67 mph (107 km/h) en las Islas de la Magdalena en el Golfo de San Lorenzo.
Asimismo, se informó de daños en la Isla del Príncipe Eduardo como resultado de la tormenta, especialmente alrededor de Charlottetown, donde sus muelles sostenían daños de olas pesadas para complacer las naves y las paredes marítimas, además de un daño significante al bosque urbano más viejo en el centro de aquella ciudad. Daños de árboles mayores también han sido registrados a lo largo de la isla, así como daños estructurales a edificios más débiles como las granjas y silos. El huracán dejó a partes de la isla sin ningún tipo de poder y energía. El camino limitado significaba que el daño fue bastante localizado; poco había de daños registrados en Nuevo Brunswick o al oeste de la Isla del Príncipe Eduardo. La votación en la elección general de PEI el 29 de septiembre también ha sido interrumpida, aunque más del 80 % de los votantes consiguieron llegar a los centros electorales.
Se llegó a conocer que hubo dos muertes en el Golfo de San Lorenzo fuera de la Isla de Anticosti remota en Quebec. Fueron pescadores de Nueva Brunswick que trabajaban cerca de la Isla en cuestión.

## Repercusiones

### Canadá

#### Nueva Escocia

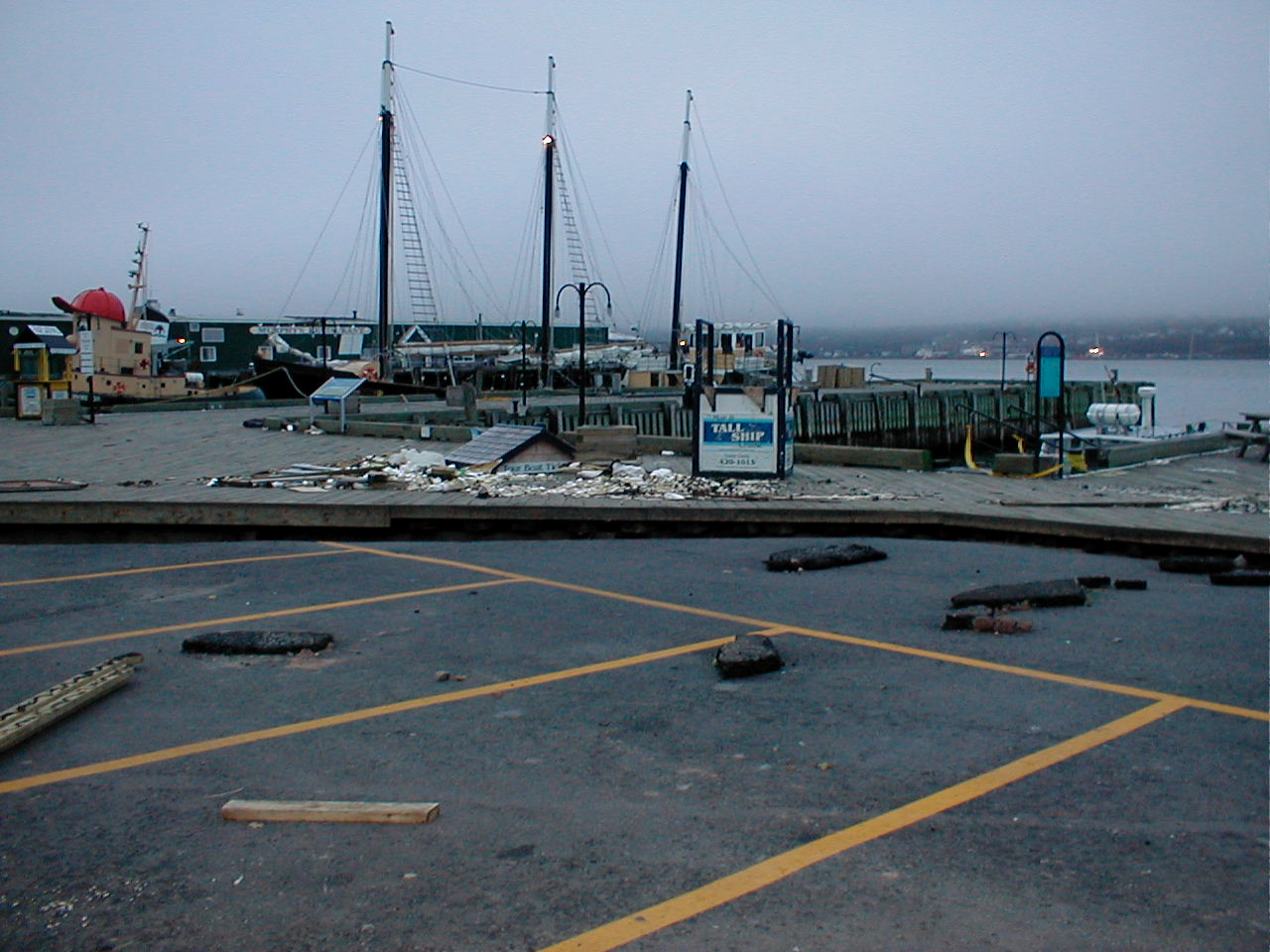
Los muelles de Halifax después del Huracán Juan

En las horas que seguían a la tormenta, se declaró un estado de emergencia en la Municipalidad Regional de Halifax y partes del Distrito Municipal de Hants Oriental y el Condado de Colchester. El Gobierno de Nueva Escocia pidió que el gobierno federal desplegara 600 personales de las Fuerzas Canadienses para asistir a las autoridades locales en HRM con la limpieza del casco urbano y para asistir a equipos de utilidad con la restauración de la electricidad. Muchos trabajadores de utilidad, especialmente aquellos empleados por Nova Scotia Power y las docenas de equipos de Maritime Electric y NB Power que respondieron bajo acuerdos de asistencia mutua, trabajaron durante casi tres semanas sin cantidad considerable de descanso. Muchos residentes elogiaron a los equipos de utilidad por sus trabajos duros en restaurar el daño exhaustivo.
El Parque Point Pleasant destrozado se quedó cerrado para la post-limpieza de la tormenta antes de reapertura en junio de 2004, apenas nueve meses después de que llegara la tormenta, con una costa deteriorada y casi un 85% de sus árboles han sido retirados. Comenzaron un programa de revitalización y reforestación en 2005.
El Gobierno de Nueva Escocia prometió $10 millones (2003 CAD) como ayuda monetaria después del golpe del huracán, a lo que también se añaderon contribuciones privadas. La Isla del Príncipe Eduardo también prometió $200,000 (2003 CAD) inmediatamente después de la llegada del huracán, y el gobierno federal también anunció su propio empaquetamiento. El entonces alcalde de Toronto, Mel Lastman, también contribuyó $50,000 (2003 CAD) para reemplazar los árboles dañados en la Isla del Príncipe Eduardo.
El huracán Juan hizo conscientes a los residentes, gobiernos, utilidades, y agencias de administración de la emergencia en todo el Canadá Atlántico de que necesitan mejorar las preparaciones para acontecimientos devastadores como los huracanes, especialmente con los datos climatológicos señalando a un posible aumento en la frecuencia de tormentas de océano y de ciclones extratropicales. Además de Juan, otras tres tormentas — Fabian, Isabel y Kate — tuvieron un efecto significativo en tierra o fuera de la costa en Canadá durante la temporada de huracán atlántico 2003.
Desde 2003 se ha ido planificando y edificando las preparaciones y se probó por primera vez cuando se previó el roce del Huracán Ofelia cerca de Nueva Escocia a principios de septiembre de 2005. El Huracán Juan también trajo algunos cambios al Centro de Huracán Canadiense del Servicio Meteorológico de Canadá, al hacerle reubicarse de una zona vulnerable y expuesta en un edificio de oficinas en Dartmouth, Nueva Escocia, a una más segura que podría resistir a posibles daños por los huracanes. Asimismo, el sistema de alerta de huracanes de CHC ha sido mejorado. Tradicionalmente, CHC no emitieron alertas para huracanes normales o tormentas tropicales, sino solo para vientos fuertes y lluvias intensas, a las que los residentes locales no prestaban tanta atención. Empezando en la temporada de huracán atlántico de 2004, CHC empezó a usar alertas de huracán estándar para tormentas que afectaban potencialmente a Canadá. Canadá emitió su primera alerta de huracán en 2008 en previsión del Huracán Kyle, y en 2009 su segunda alerta anticipándose del Huracán Bill.
Huracán Juan dejó su nombre a una ventisca severa que golpeó Nueva Escocia y la Isla del Príncipe Eduardo unos cuantos meses más tarde en febrero de 2004, la cual en nada se le conoció como Juan Blanco porque los efectos paralizantes de la nevada masiva evocaron el huracán reciente.

### Nombre retirado
Debido a sus efectos en Canadá, el 30 de abril de 2004, la Organización Meteorológica Mundial retiró el nombre Juan de la lista como consecuencia de los daños y muertes causadas a su paso y nunca será usado de nuevo para un huracán en el Océano Atlántico.  El nombre fue sustituido por Joaquín para la temporada de huracanes del Atlántico de 2009 pero no fue usado en ese año sino en la temporada de 2015 luego que el nombre de Joaquín fue retirado. La Environment Canada señaló que su solicitud de retiro era "en consideración a las vidas perdidas y dañadas, el impacto en la economía y la destrucción generalizada de árboles en dos provincias". Es la primera vez que el Servicio Meteorológico de Canadá solicitaba específicamente que se retirara el nombre de un huracán.